# メロディ (映画)
『メロディ』（原題：Adventures in Music : Melody）は1953年5月28日に公開されたウォルト・ディズニー・カンパニー制作のアニメーション短編映画。カラー、スタンダード。スペシャル・アニメの一作品。

## 解説
初の3Dアニメで、後にディズニーランドのファンタジーランドシアターの一部として上映された。

## スタッフ
- 製作：ウォルト・ディズニー
- 脚本：ディック・ヒューマー
- 音楽：ジョゼフ・ダビン
- 作画監督：マーク・デイビス
- 原画：ハル・アンブロ、ジュリアス・スヴェンセン、ヘンリー・タナウス、マーヴィン・ウッドワード
- 美術監修：ケンドール・オコーナー
- 美術監督：ビクター・ハバウシュ
- 背景：アイベン・アール
- 色彩設計：トム・オレブ
- 監督：チャールズ・A・ニコルズ、ウォード・キンボール

## キャスト
- プロフェッサー・オウル：ビル・トンプソン